# Djimi Traoré
Djimi Traoré (Saint-Ouen, 1 de março de 1980) é um ex-futebolista e treinador de futebol franco-malinês que atuava como zagueiro. Atualmente comanda a equipe Sub-21 do Monaco.

## Carreira
Revelado pelo Entente SSG, iniciou a carreira no Laval, atuando por 3 temporadas antes de ser contratado pelo Liverpool em 1999. Sua estreia pelos Reds foi na vitória por 5 a 1 sobre o Hull City, pela Copa da Liga Inglesa. Na temporada 2000–01, atuou em 8 partidas da Premier League, 1 da Copa da Liga e outras 3 na campanha do título da Copa da UEFA, seu primeiro como atleta profissional.
Emprestado ao Lens na temporada seguinte, voltou ao Liverpool em 2002 e marcou seu primeiro gol no empate por 1 a 1 com o Steaua Bucareste pela Copa da UEFA. Chegou a ser rebaixado ao time reserva em 2003 e esteve próximo de se transferir ao Everton no último dia da janela de transferências, mas foi convencido a permanecer no Liverpool a pedido de Rafael Benítez, que sucedera Gérard Houllier no comando técnico dos Reds. O zagueiro integrou ainda o elenco campeão da Liga dos Campeões da UEFA de 2004–05, atuando em 10 jogos, inclusive na decisão contra o Milan, quando cometeu a falta que resultou no gol de Paolo Maldini, mas se recuperou ao evitar que Andriy Shevchenko marcasse outro, em cima da linha. Em agosto de 2006, foi vendido ao Charlton Athletic por 2 milhões de libras, e em sua estreia pelos Addicks, foi expulso após receber 2 cartões amarelos - o segundo por impedir a cobrança de uma falta. Sem espaço no Charlton (13 jogos em meia temporada), assinou em janeiro de 2007 com o Portsmouth.
Defendeu ainda Rennes, Birmingham City (ambos por empréstimo), Monaco, Olympique de Marseille e Seattle Sounders, onde marcou um gol de voleio na partida contra o Tigres, pelas quartas-de-final da Liga dos Campeões da CONCACAF. Com a vitória por 3 a 1 (agregado: 3 a 2), o Sounders tornou-se o primeiro time da Major League Soccer a eliminar uma equipe do México na história da competição. Foi também na MLS que Traoré marcaria seu último gol na carreira, na vitória por 1 a 0 sobre o Sporting Kansas City, também de voleio.
Em 2014, o zagueiro atuou em 16 partidas antes de anunciar sua aposentadoria ao final da temporada, aos 34 anos. Ele encerrou sua carreira com apenas 4 gols marcados em 325 partidas por clubes.

## Carreira internacional
Tendo jogado pelas seleções de base da França, Traoré representou o Mali em nível profissional, estreando em outubro de 2004 contra o Togo. O zagueiro atuou em 6 jogos com a camisa dos Aigles até 2006, marcando um gol em fevereiro de 2005, num amistoso contra a Guiné.

## Pós-aposentadoria
Após deixar os gramados, seguiu vinculado ao Seattle Sounders, passando a trabalhar como auxiliar-técnico do time reserva (atual Tacoma Defiance), sendo promovido à comissão técnica da equipe principal no ano seguinte, exercendo a função até 2021, quando fez sua estreia como técnico na Right to Dream Academy, ligada ao Nordsjælland.
Em julho de 2024, voltou ao Monaco para ser treinador da equipe Sub-21.

## Estatísticas
| Clube                        | Temporada         | Liga              | Liga     | Liga | Copa Nacional | Copa Nacional | Copa da Liga | Copa da Liga | Outras competições | Outras competições | Total    | Total |
| Clube                        | Temporada         | Divisão           | Partidas | Gols | Partidas      | Gols          | Partidas     | Gols         | Partidas           | Gols               | Partidas | Gols  |
| ---------------------------- | ----------------- | ----------------- | -------- | ---- | ------------- | ------------- | ------------ | ------------ | ------------------ | ------------------ | -------- | ----- |
| Laval                        | 1997–98           | Division 2        | 1        | 0    | 0             | 0             | 0            | 0            | —                  | —                  | 1        | 0     |
| Laval                        | 1998–99           | Division 2        | 4        | 0    | 0             | 0             | 0            | 0            | —                  | —                  | 4        | 0     |
| Laval                        | Total             | Total             | 5        | 0    | 0             | 0             | 0            | 0            | —                  | —                  | 5        | 0     |
| Liverpool                    | 1998–99           | Premier League    | 0        | 0    | —             | —             | —            | —            | —                  | —                  | 0        | 0     |
| Liverpool                    | 1999–2000         | Premier League    | 0        | 0    | 0             | 0             | 2            | 0            | 0                  | 0                  | 2        | 0     |
| Liverpool                    | 2000–01           | Premier League    | 8        | 0    | 0             | 0             | 1            | 0            | 3                  | 0                  | 12       | 0     |
| Liverpool                    | 2001–02           | Premier League    | 0        | 0    | —             | —             | —            | —            | 1                  | 0                  | 1        | 0     |
| Liverpool                    | 2002–03           | Premier League    | 32       | 0    | 2             | 0             | 3            | 0            | 12                 | 0                  | 49       | 0     |
| Liverpool                    | 2003–04           | Premier League    | 7        | 0    | 0             | 0             | 2            | 0            | 2                  | 1                  | 11       | 1     |
| Liverpool                    | 2004–05           | Premier League    | 26       | 0    | 1             | 0             | 5            | 0            | 10                 | 0                  | 42       | 0     |
| Liverpool                    | 2005–06           | Premier League    | 15       | 0    | 2             | 0             | 1            | 0            | 6                  | 0                  | 24       | 0     |
| Liverpool                    | Total             | Total             | 88       | 0    | 5             | 0             | 14           | 0            | 34                 | 1                  | 141      | 1     |
| Lens (empréstimo)            | 2001–02           | Division 1        | 19       | 0    | 0             | 0             | 1            | 0            | —                  | —                  | 20       | 0     |
| Charlton Athletic            | 2006–07           | Premier League    | 11       | 0    | 1             | 0             | 1            | 0            | —                  | —                  | 13       | 0     |
| Portsmouth                   | 2006–07           | Premier League    | 10       | 0    | —             | —             | —            | —            | —                  | —                  | 10       | 0     |
| Portsmouth                   | 2007–08           | Premier League    | 3        | 0    | 0             | 0             | 2            | 0            | 0                  | 0                  | 5        | 0     |
| Portsmouth                   | 2008–09           | Premier League    | 0        | 0    | 0             | 0             | 0            | 0            | 0                  | 0                  | 0        | 0     |
| Portsmouth                   | Total             | Total             | 13       | 0    | 0             | 0             | 2            | 0            | —                  | —                  | 15       | 0     |
| Rennes (empréstimo)          | 2007–08           | Ligue 1           | 15       | 0    | 0             | 0             | 0            | 0            | —                  | —                  | 15       | 0     |
| Birmingham City (empréstimo) | 2008–09           | Championship      | 3        | 0    | 0             | 0             | 0            | 0            | 0                  | 0                  | 3        | 0     |
| Monaco                       | 2009–10           | Ligue 1           | 29       | 0    | 6             | 1             | 0            | 0            | —                  | —                  | 35       | 1     |
| Monaco                       | 2010–11           | Ligue 1           | 7        | 0    | 0             | 0             | 1            | 0            | —                  | —                  | 8        | 0     |
| Monaco                       | Total             | Total             | 36       | 0    | 6             | 1             | 1            | 0            | 0                  | 0                  | 43       | 1     |
| Olympique de Marseille       | 2011–12           | Ligue 1           | 11       | 0    | 3             | 0             | 3            | 0            | 3                  | 0                  | 20       | 0     |
| Seattle Sounders             | 2013              | MLS               | 27       | 1    | 0             | 0             | —            | —            | 7                  | 1                  | 34       | 2     |
| Seattle Sounders             | 2014              | MLS               | 15       | 0    | 0             | 0             | —            | —            | 1                  | 0                  | 16       | 0     |
| Seattle Sounders             | Total             | Total             | 42       | 1    | 0             | 0             | —            | —            | 8                  | 1                  | 50       | 2     |
| Total na carreira            | Total na carreira | Total na carreira | 243      | 1    | 15            | 1             | 22           | 0            | 45                 | 2                  | 325      | 4     |

1. ↑  Inclui as Copas da Inglaterra e da França
2. ↑  Inclui a EFL Cup e da Copa da Liga Francesa
3. 1 2  Jogos válidos pela Copa da UEFA
4. 1 2  Jogo válido pela Liga dos Campeões da UEFA
5. ↑  Inclui a Supercopa da Inglaterra, 5 jogos pela Liga dos Campeões da UEFA e 6 pela Copa da UEFA
6. ↑  Inclui 5 jogos pela Liga dos Campeões da UEFA e um pelo Campeonato Mundial de Clubes da FIFA
7. ↑  Inclui 3 jogos pelos playoffs da MLS Cup e 4 partidas e um gol pela Liga dos Campeões da CONCACAF
8. ↑  Jogo válido pelos playoffs da MLS Cup

## Títulos
Liverpool
- Copa da Inglaterra: 2005–06
- Copa da Liga Inglesa: 2002–03[27]
- Supercopa da Inglaterra: 2001
- Liga dos Campeões da UEFA: 2004–05

Olympique de Marseille
- Copa da Liga Francesa: 2011–12

Seattle Sounders
- MLS Supporters' Shield: 2014

### Individuais
- Time do Ano da Confederação Africana de Futebol: 2005